# さくら国際高等学校 東京校
さくら国際高等学校 東京校（さくらこくさいこうとうがっこう とうきょうこう　旧・東京国際学園高等部）は、東京都渋谷区代々木にある高校

## 概要
長野県の広域制単位制・通信制である学校法人上田煌桜学園さくら国際高等学校が、2006年より首都圏における高等学校通信教育を実施する東京校である。

## 沿革
- 1974年 - 高等部の前身である全人教育を目的とした伸学会を設立
- 1992年 - 高等部を設立
- 1993年 - 第1回文化祭開催（お茶の水 日仏会館にて）
- 1994年 - 海外への修学旅行始まる。（韓国）
- 1995年 - 代々木カウンセリングセンター設立。サポート・アカデミー設立。（後の「フリースクールゆうがく」）
  - 第3回文化祭開催（ホール開催、校舎開催と分けて2日間となる）
  - 尾崎豊追悼フィルムコンサート＆トーク開催
- 1996年 - 第4回文化祭開催（テーマが「ラオスに学校を作ろう」となる）
- 1997年 - フジテレビ「ニュースJAPAN」の特集で取り上げられる。
  - PTAが発足し、学校と保護者の連携がより深くなる。
- 1998年 - 現在の本部校舎へ移転。（5階建て、最上階にプラネタリウムあり）
  - スポーツ大会の開催場所が東京体育館となる。
  - フジテレビ「ザ・ノンフィクション」が本学園を1時間にわたり取り上げる。
- 1999年 - ラオス北部ヴァンヴィエン市バッポ村に第1号の学校が完成
  - NHK「特報首都圏'99」で取り上げられる。
- 2001年 - 高等部10周年
  - 11月15日 - 記念イベント『山田洋次監督を囲んでトーク＆映画「学校IV」上映会』を開催
  - ラオス北部ヴァンヴィエン市フォアイサガオ村に第2号の学校が完成
- 2002年 - 総合コンピュータコース開設
- 2003年 - ラオス北部ヴァンヴィエン市ビエンサイ村に第3号の学校が完成
  - 声優・タレントコース、アニメーションコース開設
  - スポーツ大会を代々木小学校で実施
  - 社会貢献支援財団より21世紀若者賞を受賞
- 2005年 - ラオスのパクサン市ポンサワン村に第4号の学校が完成
- 2006年 - 社会貢献者支援財団より「多年にわたる功績」受賞
- 2007年 - 代々木公園にてラオスフェスティバル2007開催。
- 2008年 - ラオス国家主席夫人ケオサイチャイ・サイニャソーン初来日、初来校。
  - ラオスのパクサン市サイサワーン村に第5号の学校が完成
- 2010年 - 代々木公園にてラオスフェスティバル2010開催（日ラオス外交関係樹立55周年記念）
- 2011年 - 外務大臣表彰を受賞
- 2012年 - 代々木公園にてラオスフェスティバル2012開催（ラオス観光年記念）
- 2014年 - 代々木公園にてラオスフェスティバル2014開催
- 2015年 - さくら国際高等学校 東京校へ改称[1]。
- 2015年 - 代々木公園にてラオスフェスティバル2015開催（日ラオス外交関係樹立60周年記念）

## コース
- 進学コース（2年次から文系・理系・総合進学の3コースに分かれて授業を行う）
- 美術・イラストコース
- 声優・タレントコース（2021年度より「総合エンターテインメントコース」に名称変更）
- ペット・アニマルコース

## 学校行事
- 入学式 - 4月に挙行。会場は固定されていない。
- 修学旅行 - 近年は台湾に行っており、地元の学校との交流がある。
- 体育スクーリング(1・2年生のみ) - 5月のゴールデンウィーク明けに、近年では山中湖に行っている。
- ラオスフェスティバル - 5月下旬の土日に代々木公園にて開催。
- ヤングアメリカンズ - 7月に3年に1度のペースで行っており、外国人との交流ができる。国立オリンピック記念青少年総合センターにて行われる。
- ラオス訪問 - 不定期に行っており、夏休みに希望者のみが参加する。
- 東京ネットワークフェスタ - 他校の通信制・定時制高校と共同で行うイベント。美術の部と舞台発表の部がある。毎年度開催しているが時期や場所は固定されていない。
- 体育祭 - 9月中旬に開催。近年では新小岩にある私学事業団総合運動場を借りて開催。
- 秋桜祭(校舎開催) - 10月下旬に開催する文化祭。クラスごとにブースを出す。写真や交通研究部も出展している。
- 秋桜祭(ホール開催) - 11月下旬に開催する文化祭の舞台発表。ダンス部や軽音部、合唱部、総合エンターテインメントコースなどが発表する。国立オリンピック記念青少年総合センターにて行われる。
- スキースクーリング(1・2年生のみ) - 1月下旬に行われる。近年はムイカスノーリゾートに行っている。
- 音楽祭 - 3月に開催。軽音部などが発表する。
- 卒業式 - 3月に挙行。会場は固定されていない。

## クラブ活動
文化部は教室や校舎内施設で、運動部は各部活で校舎内施設や必要な施設を借りて活動を行っている。
- サッカー部
- 野球部
- 陸上部
- バスケットボール部
- 卓球部
- テニス部
- バドミントン部
- ダンス部
- 空手部
- ボルダリング部
- アート＆コミック部(アート部と漫画研究部の合併)
- 交通研究部(旧:鉄道研究部)
- 演劇部
- 合唱部
- 軽音楽部
- 写真部

## 日商簿記甲子園
- 2024年度、第1回全国高等学校日商簿記選手権大会（日商簿記甲子園）開催（日本商工会議所日商簿記検定施行70周年記念事業）の参加校である(板橋キャンパス　個人)。

## 所在地・アクセス
東京校校舎
〒151-0053 東京都渋谷区代々木1-43-8　　　　　　
アクセス
- JR代々木駅西口徒歩5分
- 都営地下鉄大江戸線代々木駅A1またはA2出口徒歩5分
- 小田急小田原線南新宿駅徒歩3分
- 東京メトロ副都心線北参道駅徒歩8分